# هناء الشوربجي
هناء الشوربجي (22 ديسمبر 1946 -)، ممثلة مصرية.

## عن حياتها
تخرجت من "المعهد العالي للفنون المسرحية" قسم التمثيل والإخراج عام 1971، وهي دفعة الفنان محمد صبحي ويونس شلبي ولينين الرملي الذي تخرج من قسم الدراما والنقد بالمعهد نفسه وكونوا فرقة "استوديو الممثل".

## أعمالها

### من الأفلام
- الشياطين والكورة.
- البعض يذهب للمأذون مرتين.
- حريم كريم.
- أسد وأربع قطط.
- حسن ومرقص.
- أشيك واد في روكسي.
- غرام في الكرنك.
- أجازة نص السنة.
- أمير البحار.
- سمير وشهير وبهير.
- مستر اند مسز عويس.
- سكر برة.

### من المسلسلات
- يوميات ونيس - أكثر من جزء.
- فارس بلا جواد.
- ملح الأرض.
- أنا وهؤلاء.
- عايش في الغيبوبة.
- رجل غني فقير جدأ.
- الملك فاروق.
- الهاربة.
- حرمت يا بابا.
- زهرة وأزواجها الخمسة.
- الشك.
- الزناتي مجاهد.
- لهفة.
- سابع جار
- فوق السحاب.
- أعمل إيه
- شهادة معاملة اطفال

### من المسرحيات
- هاملت.
- انتهي الدرس يا غبي.
- الجوكر.
- الهمجي.
- تخاريف.
- وجهة نظر.
- ماما أمريكا.
- ونيس.

## روابط خارجية
- هناء الشوربجي على موقع IMDb (الإنجليزية)
- هناء الشوربجي على موقع الدهليز
- هناء الشوربجي على موقع قاعدة بيانات الأفلام العربية
- هناء الشوربجي على موقع قاعدة بيانات الفيلم (الإنجليزية)